# Діаграма Девенпорта
У фізіології кислотно-лужного балансу діаграма Девенпорта (Давенпорта) — це графічний інструмент, розроблений Горасом В. Девенпортом, який дозволяє клініцисту або досліднику описувати концентрацію бікарбонату в крові та pH крові після порушення кислотно-основного балансу, пов'язаного з диханням та/або метаболізмом. На діаграмі зображено тривимірну поверхню, що описує всі можливі стани хімічної рівноваги між вуглекислим газом, бікарбонатом та протонами на фізіологічно складному інтерфейсі альвеол легень та альвеолярних капілярів. Хоча поверхня, представлена на діаграмі, визначена експериментально, діаграма Девенпорта рідко використовується в клінічних умовах, але дозволяє досліднику або студенту уявити вплив фізіологічних змін на кислотно-основний баланс крові. Для клінічного використання нещодавно запроваджено дві інновації: кислотно-основну діаграму, яка надає текстові описи аномалій, та версію для високогір'я, яка надає текстові описи, що відповідають висоті.

## Виведення
Коли зразок крові піддається впливу повітря, або в альвеолах легень, або в лабораторному експерименті in vitro, вуглекислий газ (CO2) у повітрі швидко входить у рівновагу з похідними вуглекислого газу та іншими речовинами у водному розчині. На рисунку 1 проілюстровано найважливіші рівноважні реакції CO2 в крові, пов'язані з кислотно-основною фізіологією:
Зверніть увагу, що в цьому рівнянні буферна система HB/B- представляє всі небікарбонатні буфери, присутні в крові, такі як гемоглобін у його різних протонованих та депротонованих станах. Оскільки в крові людини присутня велика кількість різних небікарбонатних буферів, кінцевий рівноважний стан, досягнутий при будь-якому заданому парціальному тиску вуглекислого газу (PCO2), є дуже складним і не може бути легко передбачуваний, використовуючи лише теорію. Зображуючи експериментальні результати, діаграма Девенпорта забезпечує простий підхід до опису поведінки цієї складної системи.
На рисунку 2 показано діаграму Девенпорта, як її зазвичай зображують у підручниках та літературі. Щоб зрозуміти, як її слід інтерпретувати, корисно зрозуміти, як вона взагалі була побудована. Розглянемо наступний експеримент. У здорового пацієнта береться невеликий зразок крові та поміщається в камеру, в якій PCO2 підтримується на рівні 40 мм рт. ст. Після досягнення рівноваги вимірюють pH та концентрацію бікарбонату ([HCO−
3]) та наносять на графік, як на рис. 3.
Далі, PCO2 у камері підтримується постійним, поки змінюється pH зразка крові, спочатку додаванням сильної кислоти, а потім сильної основи. При зміні pH формується крива титрування зразка (рис. 4). Зверніть увагу, що ця крива титрування дійсна лише при PCO2 40 мм рт. ст., оскільки цей парціальний тиск у камері підтримувався протягом усього експерименту.
Далі уявіть, що експериментатор отримує новий, ідентичний зразок крові від того ж пацієнта. Однак, замість того, щоб поміщати зразок у камеру з PaCO2 40 мм рт. ст., PaCO2 у камері встановлюють 60 мм рт. ст. Після встановлення рівноваги досягається нова точка, що вказує на новий pH та нову [HCO−
3] (рис. 5). Зверніть увагу, що [HCO−
3] при новому, вищому PCO2 більша, ніж при першому вимірюванні, тоді як pH тепер менший. Жоден з результатів не повинен бути несподіванкою. Збільшення PCO2 означає, що загальна кількість CO2 в системі збільшилася. Оскільки CO2 знаходиться в рівновазі з його похідними в розчині, концентрації його похідних, включаючи HCO−
3, також повинні зростати. Падіння pH також не дивує, оскільки утворення молекули HCO−
3 супроводжується вивільненням протона (H+) (див. рис. 1).
Якщо цей самий експеримент повторити при різних PCO2, буде отримано серію точок. Через ці точки можна провести лінію, яку називають буферною лінією (рис. 6).
Буферну лінію можна використовувати для прогнозування результату зміни PCO2 діапазоні, близькому до експериментально визначених точок. Крім того, для кожної експериментальної точки можна провести титрування, в якому змінюється pH, а PCO2 підтримується постійним, і побудувати криві титрування для кожного PCO2 (рис. 7). На діаграмі Девенпорта ці криві титрування називаються ізоплетами, оскільки вони утворюються за фіксованого парціального тиску вуглекислого газу.
Ключовою концепцією для розуміння діаграми Девенпорта є те, що зі збільшенням PCO2 величина результуючої зміни pH залежить від буферної здатності небікарбонатних буферів, присутніх у розчині. Якщо присутні сильні небікарбонатні буфери, то вони швидко поглинуть переважну більшість H+, що вивільняються внаслідок утворення HCO−
3, і pH зміниться дуже мало при заданому підвищенні [HCO−
3]. Результатом буде буферна лінія з дуже крутим схилом (рис. 8). З іншого боку, якщо присутні лише слабкі небікарбонатні буфери (або якщо небікарбонатний буфер взагалі відсутній), то для заданої зміни [HCO−
3] спостерігатиметься набагато більша зміна pH, а лінія буфера матиме нахил ближчий до нуля.
Повчально зазначити, що нахил бікарбонатної лінії ніколи насправді не досягне нуля (тобто ніколи не буде горизонтальним) за рівноважних умов, навіть за повної відсутності небікарбонатних буферів. Це пояснюється тим, що утворення H+ внаслідок збільшення PCO2 супроводжується утворенням HCO−
3, як згадувалося раніше. Таким чином, зниження pH внаслідок зростання PCO2 завжди повинно відбуватися з деяким мінімальним збільшенням [HCO−
3]. Аналогічно, підвищення pH з аналогічних причин має відбуватися з деяким мінімальним зниженням [HCO−
3].

## Двовимірне зображення тривимірної поверхні
Нагадаємо, що зв'язок, представлений на діаграмі Девенпорта, є зв'язком між трьома змінними: PCO2, [HCO−
3] та pH. Таким чином, рис. 7 можна розглядати як топографічну карту — тобто двовимірне зображення тривимірної поверхні — де кожна ізоплета вказує на різний парціальний тиск або «висоту».
Більш точне зображення включало б три осі. На рисунку 9 показано діаграму Девенпорта у трьох вимірах. Світло-блакитні лінії позначають ізоплети в їхньому звичайному вигляді, обмеженому двовимірною площиною. Темно-сині криві показують фактичне розташування ізоплет у трьох вимірах. Таким чином, світло-блакитні лінії — це просто проекції ізоплет у тривимірному просторі на двовимірну площину. Знову ж таки, нагадаємо, що ізоплета — це просто крива титрування, тобто шлях, який прокладається, якщо pH змінюється при постійному PCO2. Зелена поверхня описує всі комбінації PCO2, [HCO−
3] та pH, які задовольняють рівновазі системи. Усі ізоплети у своїх фактичних тривимірних орієнтаціях повинні бути обмежені цією поверхнею.
Друга ключова концепція полягає в тому, що рух уздовж буферної лінії повинен відповідати зміні PCO2 Таким чином, подібно до ізоплетів, буферна лінія, намальована на типовій діаграмі Девенпорта (наприклад, рис. 6), насправді є проекцією лінії, що існує в тривимірному просторі, на двовимірну площину. Як і у випадку з ізоплетами, буферні лінії у своїй фактичній тривимірній орієнтації обмежені поверхнею, що представляє значення PCO2, [HCO−
3] та pH, які задовольняють рівновазі системи. На рис. 10 темно-червоні лінії — це фактичні буферні лінії у тривимірному просторі, тоді як світло-червоні лінії — це проекції буферних ліній на двовимірну площину. (Пізніше ми побачимо, як можна визначити кілька паралельних буферних ліній для заданої системи).

## Порушення дихання та метаболізму
Однією з найважливіших особливостей діаграми Девенпорта є її корисність для зображення руху з однієї точки на поверхні рівноваги до іншої після змін дихання та/або метаболізму. Можуть виникнути чотири фундаментальні зміни, які впливають на кислотно-основний баланс в організмі: респіраторний ацидоз, респіраторний алкалоз, метаболічний ацидоз та метаболічний алкалоз. Крім того, одночасно можуть виникати дихальні та метаболічні порушення, такі як респіраторний ацидоз з подальшим компенсаторним зрушенням у бік метаболічного алкалозу.

### Порушення дихання
Щоб зрозуміти, як зміни в диханні можуть впливати на pH крові, розглянемо вплив вентиляції на рівень PCO2 у легенях. Коли людина затримує дихання (або дихає дуже повільно, як у випадку пригнічення дихання), кров продовжує доставляти CO2 до альвеол легень, і кількість CO2 в легенях збільшується. З іншого боку, якщо людина посилює вентиляцію, то в легені потрапляє свіже повітря, а CO2 швидко видихається. У першому випадку, оскільки CO2 накопичується в легенях, альвеолярний рівень PCO2 стає дуже високим. У другому випадку, оскільки CO2 швидко виходить з легень, альвеолярний рівень PCO2 буде дуже низьким. Зверніть увагу, що ці дві ситуації, гіповентиляція та гіпервентиляція, викликають ефекти, які безпосередньо аналогічні експерименту, описаному раніше, в якому змінювалися PCO2 та спостерігалися зміни pH. Як показано на діаграмі Девенпорта, пригнічення дихання, яке призводить до високого PCO2, знижує pH крові. Гіпервентиляція матиме протилежний ефект. Зниження pH крові внаслідок гіповентиляції називається респіраторним ацидозом. Підвищення pH крові внаслідок гіпервентиляції називається респіраторним алкалозом (рис. 11).

### Метаболічні порушення
Зміни метаболічного складу крові також можуть впливати на рН крові. Знову ж таки, згадаємо з нашого першого експерименту, що якщо до зразка крові додати сильну кислоту або сильну основу, pH та [HCO−
3] відповідно зміняться, що призведе до появи кривої титрування. Наприклад, гідроксид-іони, додані до розчину, реагуватимуть з вільними H+ та підвищуватимуть pH розчину. Крім того, гідроксид-іони відтягуватимуть H+ від вугільної кислоти в розчині, що призведе до збільшення [HCO−
3]. Нове положення на діаграмі після додавання гідроксид-іонів більше не лежить на нашій початковій буферній лінії. Однак, якщо значення PCO2 тепер змінюється без подальшого додавання сильної кислоти або сильної основи до розчину, можна визначити нову буферну лінію, яка лежить вище та приблизно паралельно початковій буферній лінії.
Аналогічно, у фізіологічній системі, такій як живий організм, видалення H+, наприклад, шляхом блювоти кислого вмісту шлунка, призведе до підвищення pH та збільшення [HCO−
3], що доведе систему до нової, вищої буферної лінії. Таке порушення називається метаболічним алкалозом (рис. 12). Або ж, якщо H+ додаються до кровотоку у вигляді кислих метаболітів, як це відбувається під час діабетичного кетоацидозу, то pH знизиться разом із [HCO−
3]. Такий тип порушення називається метаболічним ацидозом. У випадку метаболічного ацидозу нова буферна лінія знаходиться нижче початкової лінії.